# ماهی‌زرد
ماهی زرد روستایی در دهستان میغان بخش مرکزی شهرستان نهبندان استان خراسان جنوبی ایران است. بر پایه سرشماری عمومی نفوس و مسکن در سال ۱۳۹۰ جمعیت این روستا ۳۶ نفر (در ۱۲ خانوار) بوده‌است.